# لن چولس
لن چولس (انگلیسی: Len Choules؛ ۲۹ ژانویهٔ ۱۹۳۲ – ۲ ژانویهٔ ۲۰۲۴) بازیکن فوتبال اهل بریتانیا بود.
از باشگاه‌هایی که در آن بازی کرده‌است می‌توان به باشگاه فوتبال ساتون یونایتد، باشگاه فوتبال کریستال پالاس، و باشگاه فوتبال رومفورد اشاره کرد.